# Alexandra Yablotchkina
Pour les articles homonymes, voir Yablochkina.
Alexandra Alexandrovna Yablotchkina (en cyrillique Алекса́ндра Алекса́ндровна Я́блочкина ; Saint-Pétersbourg, 3 novembre 1866 - Moscou, 20 mars 1964) est une actrice russe puis soviétique. Elle fut l'actrice principale du Théâtre Maly de Moscou pendant soixante-quinze ans. 
Elle a été décorée du titre d'Artiste du peuple de l'URSS en 1937 puis du prix Staline (première classe) en 1943.
Le cratère vénusien Yablochkina a été nommé en son honneur.

## Biographie
Alexandra Yablotchkina est née dans une famille d'artistes: sa mère, Seraphima Yablotchkina était actrice et son père, Alexandre Yablotchkine, metteur en scène. Alexandra apprit l'art de la scène avec son père et l'actrice Glikeria Fedotova, qu'elle surnommait parfois « mère ».
En 1915, Yablotchkina prit la direction de la Société de théâtre russe et resta à ce poste jusqu'à la fin de sa vie.
En 1943, lors de la Seconde Guerre mondiale, l'actrice décide de donner les 50 000 roubles qui lui reviennent à la réception du prix Staline, pour subventionner la construction de l'avion soviétique appelé Lauréat de Staline.
Morte le 20 mars 1964 à Moscou, Alexandra Yablotchkina est inhumée au cimetière de Novodevitchi.

## Rôles

### Théâtre Korch(1886-1888)
- Pauvreté n'est pas vice d'Alexandre Ostrovski
- Le plus malin s'y laisse prendre d'Alexandre Ostrovski
- L'Avare de Molière
- Le Bourgeois gentilhomme de Molière
- Le Malheur d'avoir trop d'esprit d'Alexandre Griboïedov
- Boris Godounov  de Pouchkine
- Frou-Frou d'Henri Meilhac et Ludovic Halévy

### Théâtre Maly
- Loups et Brebis d'Alexandre Ostrovski

## Distinctions
- Artiste du peuple de l'URSS : 1937
- Ordre du Drapeau rouge du Travail : 1937, 1946
- Ordre de Lénine : 1937, 1949, 1957
- prix Staline de 1er classe : 1943, pour la contribution exceptionnelle dans le domaine de l'art
- Médaille pour la Défense de Moscou : 1944